# Archidiecezja Catanzaro-Squillace
Archidiecezja Catanzaro-Squillace (łac. Archidiœcesis Catacensis-Squillacensis, wł. Diocesi di Catanzaro-Squillace) – diecezja rzymskokatolicka we Włoszech. Powstała w 1121 jako diecezja Catanzaro. 5 czerwca 1927 promowana do rangi archidiecezji. 30 września 1986 przemianowana na archidiecezję Catanzaro–Squillace (po przyłączeniu terytorium zlikwidowanej diecezji Squillace). Siedziba metropolii od 30 stycznia 2001.

## Główne świątynie
- Archikatedra: Archikatedra Matki Bożej Wniebowziętej w Catanzaro
- Konkatedra: Bazylika konkatedralna Matki Bożej Wniebowziętej w Squillace
- Bazyliki mniejsze:
  - Bazylika Matki Bożej Niepokalanie Poczętej w Catanzaro
  - Bazylika Matki Bożej z Porto w Gimigliano

## Lista biskupów diecezjalnych

### Biskupi Squillace
- Gaudenzio † (około 465)
- Zaccheo † (551 – 553)
- Agostino † (około  649)
- Paolo † (około  680)
- Demetrio † (869 – 870)
- Teodoro Mesymerio † (około 1091)
- Giovanni de Niceforo † (1096 – 1098)
- Pietro † (1110 – 1123)
- Donato † (1132)
- Drogo † (około 1140)
- Celsio (około 1145)
- Ugo de Racaneto † (1196 – 1217)
- Rainaldo † (1217 – 1234)
  - Rainaldo † (1234 – 1251) (administrator apostolski)
- Tommaso, O.Cist. † (1254 – 1263)
- Riccardo † (1266 – 1272)
  - Sede vacante (1272-1273)
- Filippo † (1274 – 1286)
- Giordano † (? – 1344)
- Nicola de Teramo † (1345 – 1349)
- Giovanni de Rocca † (1349 – 1369)
- Matteo Scaleato, O.Carm. † (1369 – ?)
- Antonio † (1381)
- Filippo Crispo, O.S.A. † (? – 1392)
- Andrea † (1392 – 1402)
- Roberto de Basilio † (1402 – 1413)
- Leone Calojero † (1413 – 1417)
- Francesco de Arceriis † (1418 – 1476)
- Francesco de Cajeta † (1477 – 1480)
- Vincenzo Galeota † (1482 – 1520)
- Simone de Galeotis † (1520  – 1539)
- Enrique de Borja y Aragón † (1539 – 1540)
- Enrique de Villalobos Xeres † (1540 – 1554)
- Alfonso de Villalobos Xeres † (1554  – 1568)
- Guglielmo Sirleto † (1568 – 1573)
- Marcello Sirleto † (1573 – 1594)
- Tommaso Sirleto † (1594 – 1601)
- Paolo Isaresi della Mirandola O.P. † (1601 – 1602)
- Fabrizio Sirleto † (1603 – 1635)
- Lodovico Saffiro † (1635 – 1635)
- Giuseppe della Corgna, O.P. † (1636 – 1656)
- Rodolfo Dulcino † (1657 – 1664)
- Francesco Tirotta † (1665 – 1676)
- Paolo Filocamo † (1676 – 1687)
- Alfonso de Aloysio † (1688 – 1694)
- Gennaro Crispino † (1694 – 1697)
- Fortunato Durante † (1697 – 1714)
  - Sede vacante (1714-1718)
- Marcantonio Attaffi † (1718 – 1733)
- Nicola Michele Abati † (1733 – 1748)
- Francesco Saverio Maria Queraldi † (1748 – 1762)
- Diego Genovesi † (1763 – 1778)
- Nicola Notari † (1778 – 1802)
  - Sede vacante (1802-1818)
- Nicola Antonio Montiglia † (1818 – 1824)
- Andrea Maria Rispoli,  † (1826 – 1839)
  - Sede vacante (1839-1842)
- Concezio Pasquini, O.F.M. † (1842 – 1857)
- Raffaele Antonio Morisciano † (1858 – 1909)
- Eugenio Tosi,  † (1911 – 1917)
- Giorgio Giovanni Elli † (1918 – 1920)
- Antonio Melomo † (1922 – 1927)
- Giovanni Fiorentini † (1927 – 1950)
- Armando Fares † (1950 – 1980)
- Antonio Cantisani (1980 – 1986)

### Ordynariusze Catanzaro
- Norberto † (około 1152)
- Basuino † (1200 – 1210)
- Roberto II † (1217 – 1222)
  - Fortunato, O.F.M. † (1251 – 1252) (elekt)
- Giacomo I † (1252 – 1266)
  - Sede vacante ( 1266 – 1274)
- Gabriele † (1274 – 1280)
- Roberto III †
- Giacomo II † (1299 – ?)
- Venuto da Nicastro, O.F.M. † (1305 – 1342)
- Pietro Salamia, O.P. † (1343 – 1368)
- Nicola Andrea † (1368 – 1369)
- Alfonso o Arnulfo † (1369 – 1398)
- Tommaso † (6 dicembre 1398 – 1421)
- Pietro Amuloya † (1421 – 1435)
- Antonio dal Cirò, O.F.M. † (1435 – 1439)
- Nicola Palmerio, O.E.S.A. † (1440 – 1448)
- Riccardo † (1448 – 1450)
- Palamide,  † (1450 – 1467)
- Giovanni Geraldini d'Amelia † (1467 – 1488)
- Stefano de Gotifredis † (1489 – 1505)
- Evangelista Tornefranza † (1509 – 1523)
- Antonio De Paola † (1523 – 1529)
- Girolamo De Paola † (1530 – 1530)
- Angelo Geraldini † (1532 – 1536)
  - Alessandro Cesarini † (1536 – 1536) (administrator apostolski)
- Sforza Geraldini d'Amelia † (1536 – 1550)
- Ascanio Geronimo Geraldini d'Amelia † (1550 – 1569)
- Angelo Oraboni, † (1570 – 1572)
- Ottavio Moriconi † (1572 – 1582)
- Nicolò Orazi † (1582 – 1607)
- Giuseppe Piscuglio, O.F.M.Conv. † (1607 – 1618)
- Fabrizio Caracciolo Piscizi † (1619 – 1629)
- Luca Castellini, O.P. † (1629 – 1631)
  - Sede vacante (1631-1633)
- Consalvo Caputo † (1633 – 1645)
- Fabio Olivadisi † (1646 – 1656)
- Filippo Visconti, O.E.S.A. † (1657 – 1664)
- Agazio di Somma † (1664 – 1671)
- Carlo Sgombrino † (1672 – 1686)
- Francesco Gori † (1687 – 1706)
- Giovanni Matteo Vitelloni † (1707 – 1710)
  - Sede vacante (1710-1714)
- Emanuele Spinelli d'Acquaro, C.R. † (1714 – 1727)
- Domenico Rossi,  † (1727 – 1735)
- Giovanni Romano † (1735 – 1736)
- Ottavio da Pozzo † (1736 – 1751)
- Fabio Troyli † (1751 – 1762)
- Antonio De Cumis † (1763 – 1778)
- Salvatore Spinelli,  † (1779 – 1792)
- Giambattista Marchese † (1792 – 1802)
  - Sede vacante (1802-1805)
- Giovanni Francesco d'Alessandria † (1805 – 1818)
- Michele Basilio Clary,  † (1818 – 1823)
- Emanuele Bellorado, O.P. † (1824 – 1828)
- Matteo Franco † (1829 – 1851)
- Raffaele de Franco † (1852 – 1883)
- Bernardo Antonio De Riso, O.S.B. † (1883 – 1900)
- Luigi Finoja † (1900 – 1906)
- Pietro di Maria † (1906 – 1918)
- Giovanni Fiorentini † (1919 – 1956)
- Armando Fares † (1956  – 1980)
- Antonio Cantisani (1980 – 1986)

### Arcybiskupi Catanzaro-Squillace
- Antonio Cantisani (1986 – 2003)
- Antonio Ciliberti (2003 – 2011)
- Vincenzo Bertolone (2011 – 2021)
- Claudio Maniago (od 2022)